# Melendugno
Melendugno ist eine südostitalienische Gemeinde (comune) mit 9999 Einwohnern (Stand 31. Dezember 2023) in der Provinz Lecce in Apulien. Die Gemeinde (bzw. ihr Hauptort) liegt etwa 17 Kilometer südwestlich von Lecce. Die Ortschaften (Fraktionen) San Foca, Roca Vecchia und Torre dell’Orso der Gemeinde liegen direkt am Adriatischen Meer. Eine weitere Fraktion ist Borgagne. Melendugno liegt im mittleren bis südlichen Salento.

## Geschichte
Aus der Bronzezeit sind zahlreiche Dolmen erhalten. Der etwa sieben Kilometer östlich des Stadtzentrums gelegene archäologische Fundort Roca Vecchia, nach der gleichnamigen Fraktion benannt, ist eine seit den 1980er Jahren systematisch ausgegrabene befestigte bedeutende Siedlung, die 17. Jahrhundert v. Chr. bis in die frühe Eisenzeit bestand und weiterhin erforscht wird. Ab ca. 1000 v. Chr. siedelten in der Gegend von Melendugno die Messapier. Möglicherweise lag hier oder in der Nähe die römische Siedlung Thuria Sallentinum. Mit Roca Nuova wurde im ausgehenden Mittelalter (14. Jahrhundert) eine Festung durch den Grafen von Lecce errichtet.

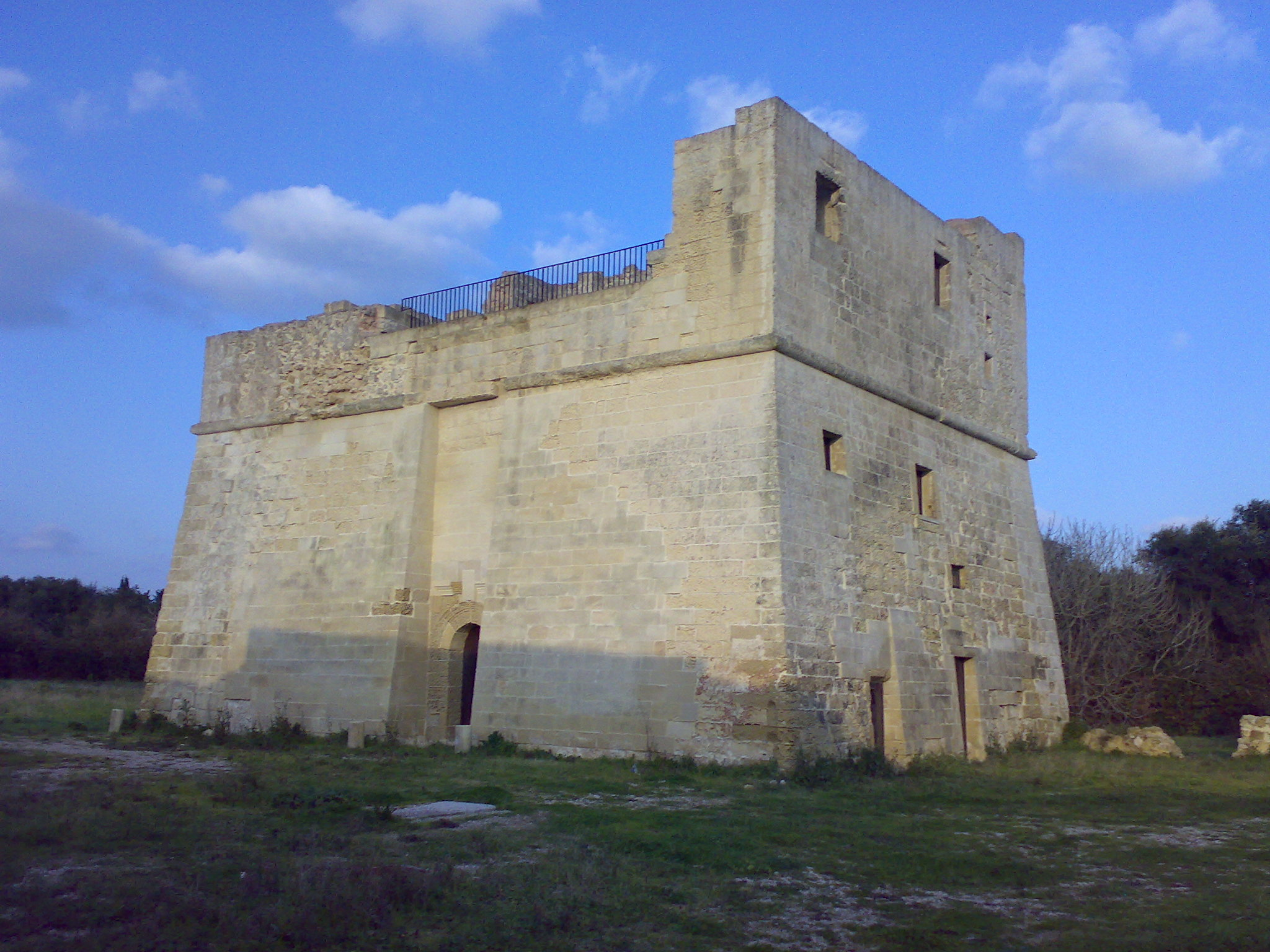
Der Torre di Roca als Überrest der alten Festungsanlage

Seit 2001 trägt die Gemeinde den Titel Città (Stadt).

Lage von Melendugno in der Provinz Lecce